# Hyperthermie maligne
 (octobre 2012).
 Mise en garde médicale
L'hyperthermie maligne est une maladie pharmacogénétique du muscle squelettique de transmission autosomique dominante se manifestant sous forme de crise, dont la principale manifestation est une élévation de la température corporelle mettant rapidement en jeu le pronostic vital.
La crise d'hyperthermie maligne est déclenchée par certains médicaments à tropisme musculaire, en particulier les anesthésiques halogénés. Complication extrêmement rare de l'anesthésie générale, elle est rapidement fatale en l'absence de diagnostic rapide et de traitement adéquat.

## Diagnostic

### Facteurs déclenchants
L'hyperthermie maligne survient exclusivement chez les sujets porteurs de l'anomalie génétique suivante : à ce jour, deux gènes sont individualisés et quatre autres sont localisés. Les gènes individualisés sont le RYR1 et le CACNA1S. RYR1 est le plus souvent en cause. La recherche des mutations responsables de la susceptibilité à l'hyperthermie maligne n'est disponible qu'en Europe.
L'hyperthermie maligne fait toujours suite à l'utilisation d'un anesthésique halogéné (halothane, sévoflurane, desflurane, enflurane, isoflurane). L'utilisation de suxaméthonium (ou succinylcholine) est un facteur favorisant reconnu. Les produits responsables entraînent une libération de calcium à partir du réticulum sarcoplasmique responsable d'une réponse musculaire intense avec apparition d'une glycogénolyse et production de lactate, hyperkaliémie, arythmie ventriculaire et myoglobinurie.

### Manifestations cliniques
La crise d'hyperthermie maligne se manifeste initialement sous forme d'une tachycardie avec polypnée (augmentation de la fréquence respiratoire, bien que cette manifestation ne soit pas évidente en raison de l'utilisation de la ventilation assistée), puis apparaît une arythmie ventriculaire par stimulation du système nerveux sympathique avec libération intense de catécholamines et hyperkaliémie. Une hypertonie musculaire se manifeste rapidement avec notamment un spasme des masséters, tandis que la température corporelle augmente de 1 à 2 °C toutes les cinq minutes par hypercatabolisme musculaire.

### Diagnostic biologique
Il est rétrospectif. Le test standard repose sur la biopsie musculaire avec étude de la contractilité de la cellule musculaire en présence de caféine et d'halothane.

## Prise en charge

### Traitement
L'hyperthermie maligne est une urgence vitale. Elle impose l'arrêt immédiat de l'administration des gaz halogénés et des curares, la suspension de l'acte chirurgical et la mise en œuvre rapide de mesures thérapeutiques bien codifiées qui comportent :
- un traitement curatif : le dantrolène par voie intraveineuse ;
- des mesures symptomatiques : ventilation en oxygène pur, refroidissement corporel après monitorage de la température (refroidissement cutané, lavage de toutes les cavités corporelles accessibles au sérum physiologique glacé, à l'exception du thorax), prise en charge des troubles du rythme, traitement empirique de l'hyperkaliémie et des troubles métaboliques par hydratation et alcalinisation intraveineuses ;
- une fois l'état stabilisé, une hospitalisation en réanimation pour surveillance continue est nécessaire.

### Pronostic
Même si la réanimation est bien conduite, l'hyperthermie maligne est fatale dans 5 à 10 % des cas.

### Prévention
Les survivants doivent impérativement porter sur eux une carte spécifiant le diagnostic et comportant une liste de médicaments interdits : les anesthésiques halogénés et le suxaméthonium sont proscrits à vie. La kétamine, l'atropine, le vérapamil, le diltiazem, les digitaliques, la théophylline, la caféine et le calcium (par voie intraveineuse) doivent être évités.
Les sujets apparentés (parents, enfants, frères et sœurs), en l'absence de dépistage familial, sont eux aussi soumis au risque d'hyperthermie maligne. Tout patient ayant eu dans son entourage un cas d'hyperthermie maligne doit le signaler au médecin anesthésiste au cours de la consultation d'anesthésie.